# Old Friends - Live On Stage
Old Friends - Live On Stage är ett livealbum av Simon and Garfunkel, utgivet på dubbel-CD den 1 december 2004. Inspelningen är gjord i Continental Airlines Arena i New Jersey och Madison Square Garden i New York mellan 3 december och 8 december 2003.
På låten "Bye Bye Love" medverkar The Everly Brothers som ursprungligen hade en hit med låten 1957.
Skivan finns även utgiven på DVD (med fler låtar och bonusmaterial).
Allra sist på den andra CD:n återfinns den första nya Simon & Garfunkel-låten som utgivits på 29 år; "Citizen of the Planet". Låten skrevs redan i början av 1980-talet och spelades då in av Paul Simon (utan att ges ut). 2003 spelade Art Garfunkel in sin röst som lades till inspelningen.
Albumet nådde Billboard-listans 154:e plats.

## Låtlista
1. Old Friends (Paul Simon)
2. A Hazy Shade of Winter (Paul Simon)
3. I Am a Rock (Paul Simon)
4. America (Paul Simon)
5. At the Zoo (Paul Simon)
6. Baby Driver (Paul Simon)
7. Kathy's Song (Paul Simon)
8. Hey, Schoolgirl (Paul Simon/Art Garfunkel)
9. Bye Bye Love (Boudleaux Bryant/Felice Bryant)
10. Scarborough Fair (engelsk folkvisa arrangerad av Simon & Garfunkel)
11. Homeward Bound (Paul Simon)
12. The Sound of Silence (Paul Simon)
13. Mrs. Robinson (Paul Simon)
14. Slip Slidin' Away (Paul Simon)
15. El cóndor pasa (If I Could) (Milchberg/Robles/Simon)
16. The Only Living Boy in New York (Paul Simon)
17. American Tune (Paul Simon)
18. My Little Town (Paul Simon)
19. Bridge Over Troubled Water (Paul Simon)
20. Cecilia (Paul Simon)
21. The Boxer (Paul Simon)
22. Leaves that are Green (Paul Simon)
23. Citizen of the Planet (studioinspelat bonusspår) (Paul Simon)